# Pokémon: Genesect thần tốc và Mewtwo huyền thoại thức tỉnh
Pokémon the Movie: Genesect thần tốc và Mewtwo huyền thoại thức tỉnh, ban đầu được phát hành tại Nhật Bản với tên gọi là Pocket Monsters Best Wishes! The Movie: Genesect thần tốc và Mewtwo huyền thoại thức tỉnh  (劇場版ポケットモンスター ベストウイッシュ 神速のゲノセクト ミュウツー覚醒 Gekijōban Poketto Monsutā Besuto Uisshu! Shinsoku no Genosekuto: Myūtsū Kakusei) là anime Nhật Bản 2013 của đạo diễn Kunihiko Yuyama. Đây là Pokémon anime movie thứ 16 và thứ 3 cũng như cuối cùng của series Best Wishes. Phim được ra mắt tại các rạp vào ngày 13 tháng 7 năm 2013. Bộ phim chủ đề Genesect, Paleozoic và Pokémon cuối cùng trong thế hệ thứ 5, cũng như Mewtwo. Phim cũng được chiếu trên Cartoon Network ở Hoa Kỳ, và trên CITV Vương quốc Anh vào ngày 19 tháng 10 năm 2013. Phim đồng thời cũng được chiếu tại Philippines bắt đầu từ ngày 13 tháng 11 năm 2013, độc quyền trên rạp SM. Tại Việt Nam, phim được Công ty Trách Nhiệm Hữu Hạn Truyền thông Purpose (HTV3 - DreamsTV) mua bản quyền lồng tiếng và phát sóng vào ngày 26/8/2018.

## Nội dung
Genesect, loài pokemon được Băng đảng Plasma hồi sinh từ những hóa thạch có niên đại từ 300 triệu năm trước. Khi bọn chúng trở về, chúng thấy nhà của chúng đã bị vùi lấp dưới một trận bão tuyết. Chúng trở nên vô cùng tuyệt vọng...
"Tôi muốn... về nhà...", năm con Genesect lên đường đến thành phố New Tork, để tìm lại vùng đất mà chúng đã từng sinh sống 300 triệu năm trước.
Mewtwo cảm nhận được giọng nói của Genesect. Cũng giống như bọn chúng, Mewtwo cũng do con người tạo ra từ gen của Mew.
Cùng lúc đó, Satoshi, Pikachu và các bạn đang ghé thăm thành phố New Tork. Họ đến nơi được gọi là "Ngọn đồi pokemon", một nơi được làm nên cho các loài pokemon của thành phố sinh sống. Ai cũng ngạc nhiên khi thấy các loài pokemon sống vô cùng yên bình trong một thành phố rộng lớn như thế.
Bất ngờ, những con Genesect kéo đến và con Genesect màu đỏ tấn công Satoshi và những người khác bằng sức mạnh và tốc độ đáng kinh ngạc của nó. Nó cho rằng mọi thứ đều là kẻ thù của bọn chúng.
Thật may mắn, Satoshi và các pokemon khác đã được cứu bởi pokemon huyền thoại Mewtwo. Mewtwo cho rằng Genesect là loài pokemon không đáng để tồn tại trên thế giới, cũng giống như nó. Hiểu được cảm giác Genesect, Mewtwo đã đấu với nó, một trận đầu kịch liệt diễn ra ngay trên bầu trời thành phố.
Cả hai con pokemon đều muốn vượt qua giới hạn của bọn chúng, biến trận chiến thành một trận chiến tốc độ mạnh mẽ. Sức mạnh thực sự chưa thức tỉnh bên trong Mewtwo là gì? Làm sao để trận chiến định mệnh này đi đến hồi kết?
Satoshi đã hứa với một con Genesect rằng sẽ đưa bọn chúng về nhà. Cùng với Pikachu và các bạn, Satoshi sẽ làm gì để giúp cho thành phố thoát ra khỏi bị lâm nguy? Liệu cậu có thể thực hiện được lời hứa với Genesect không?

## Phân vai
- Đạo diễn chuyển âm: Ngọc Quyên

| Nhân vật         | Diễn viên lồng tiếng Nhật | Diễn viên lồng tiếng Việt |
| ---------------- | ------------------------- | ------------------------- |
| Satoshi/Ash      | Rica Matsumoto            | Hoàng Khuyết              |
| Pikachu          | Ikue Ōtani                | Ikue Ōtani                |
| Iris             | Aoi Yūki                  | Ngọc Quyên                |
| Dent/Cilan       | Mamoru Miyano             | Quang Tuyên               |
| Musashi/Jessie   | Megumi Hayashibara        | Thùy Tiên                 |
| Kojirō/James     | Shin-ichiro Miki          | Minh Vũ                   |
| Nyarth/Meowth    | Inuko Inuyama             | Kim Anh                   |
| Người dẫn chuyện | Unshō Ishizuka            | Trí Luân                  |
| Eric             | Takashi Yoshimura         | Minh Vũ                   |
| Mewtwo           | Reiko Takashima           | Thùy Tiên                 |
| Genesect Đỏ      | Koichi Yamadera           | Chơn Nhơn                 |
| Genesect Nước    | Morohoshi Sumire          | Linh Phương               |
| Genesect Lửa     | Furushima Kiyotaka        | Quang Tuyên               |
| Genesect Băng    | Watanabe Akeno            | Thúy Hằng                 |
| Genesect Điện    | Sato Kensuke              | Trần Vũ                   |

## Doanh thu
Ở tuần đầu chiếu, phim đựng vị trí số #2 trên Japanese box office với $4,901,163. Vào ngày 8 tháng 9 năm 2013, phim đạt doanh thu $30,906,537 ở Nhật Bản và $1,386,840, ngày 12 tháng 1 năm 2014, ở Hàn Quốc, khắp cả nước $32,293,377. Phim nằm ở vị trí thứ 10 cho phim có doanh thu cao nhất năm tại Nhật Bản.

## Âm nhạc
- Bài nhạc mở đầu (Opening Theme)

"Natsumeku Sakamichi (夏めく坂道)" by Daisuke
- Bài nhạc kết thúc (Ending Theme)

"Egao (笑顔)" by Ikimonogakari